# 世に棲む日日
『世に棲む日日』（よにすむひび）は、司馬遼太郎の長編歴史小説。1969年2月から1970年12月まで「週刊朝日」に連載された。

## 概要
幕末初期の長州藩士の思想家吉田松陰と、門下生で奇兵隊を結成し、馬関戦争や長州征伐において活躍した倒幕の志士高杉晋作を描く。前編の吉田松陰編と後編の高杉晋作編に分かれる。
司馬は『世に棲む日日』を中心とした作品業績により、1972年に第6回吉川英治文学賞を受賞している。
1977年度のNHK大河ドラマ『花神』の原作にもなった。

## 特徴
- 司馬は吉田松陰を子供のころから「毛虫のように嫌い」で「不倶戴天」で嫌悪の思いがあったと述べており、作中に史実と異なる描写や正反対の間違った記述が随所にみられる[1]。

## テレビドラマ
前述の大河ドラマ『花神』の他にも、NHKが正月時代劇『蒼天の夢 松陰と晋作・新世紀への挑戦』としてドラマ化しており、2000年1月3日に放送された。

### スタッフ
- 原作：司馬遼太郎「世に棲む日日」より
- 脚本：下川博
- 音楽：服部隆之
- 演出：松岡孝治

### 出演
- 吉田松陰：岩渕幸弘→浅利陽介→中村橋之助
- 高杉晋作：野村萬斎
- 高須久子：天海祐希
- 伊藤俊輔：高嶋政伸
- 桂小五郎：阿部寛
- 毛利敬親：高橋英樹
- 杉瀧：十朱幸代
- 杉梅太郎：鈴木綜馬
- ひなぎく：松下恵
- 杉敬三郎：いしいすぐる
- 杉百合之助：浜畑賢吉
- 久坂玄瑞：関口知宏
- 玉木文之進：石丸謙二郎
- 杉文：林真理花
松陰の妹・久坂の妻
- 高杉小忠太：立川三貴
- 高杉道子：高畑淳子
- 富永有隣：笹野高史
- 山県小輔：山西惇
- 金子重之助：中村勘太郎
- ペリー：ダン・ケニー
- ウィリアムズ：スティーヴン・コーミー
- 志道又三郎：坂本朗
- 大深虎之助：綾田俊樹
- 横川犀之助：酒井敏也
- 井上喜左衛門：石井愃一
- 岡田一廸：田村円
- 品川弥二郎：斉藤亮太
- 桔梗：上原さくら
- おはま：田中広子
- 清吉：小西博之
- 留次郎：石井揮之
- 又蔵：大柴邦彦　ほか

## 刊行書誌
- 『世に棲む日日』文藝春秋 全3巻、1971年
- 『世に棲む日日』文春文庫 全4巻、改版2003年
- 『司馬遼太郎全集 27　世に棲む日日』文藝春秋